# ラーダ・プリオラ
プリオラ（PRIORA）は、ロシアの自動車メーカー、アフトヴァースによって2007年3月から2018年7月にかけて生産・販売された小型乗用車である。ラーダ・110の後継車であり、2012年5月16日までに59万台が生産された。後継車はラーダ・ヴェスタとなる。 
2018年7月17日、アフトヴァースはプリオラの生産終了を公式発表した。 

## 構成
- VAZ-2170 - 4ドアセダン（2007年3月生産開始）
- VAZ-2171 - 5ドアステーションワゴン（2009年5月生産開始）
- VAZ-2172 - 5ドアハッチバック（2008年2月生産開始）
- VAZ-2172 Coupé - 3ドアハッチバック（2010年1月18日限定生産開始）
- VAZ-21708 Premier - ロングホイールベース版4ドアセダン（2008年秋少量生産開始）

## 歴史
- 2007年3月 - 生産ラインが稼働。
- 2007年4月21日 - 4ドアセダンを販売開始。
- 2008年2月 - 5ドアハッチバックを販売開始。
- 2008年10月 - 5ドアステーションワゴンをクラスノダールで開催されたモーターショーで披露。
- 2009年5月27日 - 5ドアステーションワゴンを生産開始。
- 2011年6月 - アフトヴァースが従来の98馬力エンジンと比較して39％軽量化された90馬力エンジン搭載車を近々発売すると発表。
- 2011年8月 - プリオラCNGを発表。ガソリンと圧縮天然ガス（以下、CNG）を燃料とする。タンク容量は43L、ガスタンク容量は96L。ガソリンでの航続距離は580km、CNGでの航続距離は330km[2]。
- 2015年末 - 5ドアハッチバックと5ドアステーションワゴンを生産終了。4ドアセダンが販売台数の80％以上を占めていた為とみられる。
- 2018年5月22日 - アフトヴァースが2018年7月に4ドアセダンを生産終了すると発表。なお、アフトヴァースのプレスリリースサイト、アフトスレダによれば「需要のあるモデルで、生産は継続されている」として、決定は保留されているという。

## 装備類
ベースグレードには、運転席サイドエアバッグと電動パワーステアリングが標準装備される。2008年5月以降は、助手席エアバッグ（近年では前席サイドエアバッグも）、前席シートベルトプリテンショナー、アンチロック・ブレーキ・システム、パーキングセンサーを装備した"Lux"パッケージも設定された。一部パッケージには、クライメートコントロール付エアコン、Bluetooth・ハンズフリー機能付オーディオ、前席ヒーター、オートマチックヘッドランプ、レインセンサーが標準装備される。2010年4月には、マルチメディアシステムがオプション設定され、2011年初頭には、ナビゲーションシステムが追加された。一方、エレクトロニック・スタビリティ・コントロールとATミッションは設定されない。
16バルブ1.6Lエンジンと、145N-mを発揮するよう、新設計されたトランスミッションが搭載され、クローズド・トランスミッション・ベアリングのボックスセットが採用された。
1.8L車の最高速度は190km/hで、0-100km/h加速は10秒である。
AMT搭載車（プリオラ1.6 AMT、106馬力）は、2014年に発売された。このAMTは、一般的な5速MTをベースとしているが、電気油圧式アクチュエータとZFグループ製エレクトロニック・コントロール・ユニットが採用された。

## ラーダ・110との主な相違点
|  |  |

|  |  |  |

プリオラはその前身であるVAZ-2110（ラーダ・110）を大幅改良を施したモデルであり、設計面では950箇所を超える改善が図られ、2,000箇所を超える新型品が採用された（完全な新型車を開発する場合とほぼ同程度）。 

## 諸元
| 概要                   | 概要                       |
| ---------------------- | -------------------------- |
| 旋回半径               | 5.5m                       |
| フロントサスペンション | マクファーソン・ストラット |
| リアサスペンション     | 弾性クロスビーム           |
| ステアリング           | ラックアンドピニオン       |
| フロントブレーキ       | ベンチレーテッドディスク   |
| リアブレーキ           | ドラム                     |
| タイヤ                 | 185 / 60R14                |

## 販売台数
2009年と2012年に、プリオラはロシア市場で最も売れている車となった。 
| 年     | 販売台数  |
| ------ | --------- |
| 2007年 | 58,000台  |
| 2008年 | 128,600台 |
| 2009年 | 99,473台  |
| 2010年 | 125,235台 |
| 2011年 | 138,697台 |
| 2012年 | 125,951台 |
| 2013年 | 67,687台  |
| 2014年 | 47,817台  |
| 2015年 | 28,507台  |
| 2016年 | 17,553台  |
| 2017年 | 15,002台  |

## モータースポーツ活動
ラーダ・スポーツチームは、2009年の世界ツーリングカー選手権の後期にプリオラで参戦した。

## 安全性
2007年にロシアの安全性評価プログラム、ARCAPによって実施された正面衝突テストにて16点中5.4点を獲得し、4つ星中1つ星という結果となった。なお、新型車は16点中10.6点を獲得した。